# Caltrain
Il Caltrain è il servizio ferroviario suburbano a servizio dell'area meridionale della San Francisco Bay Area, nello Stato della California. È gestito dalla TransitAmerica Services, per conto del Peninsula Corridor Joint Powers Board, i cui membri provengono dalle tre contee attraversate dal servizio: San Francisco, San Mateo e Santa Clara.
Le origini dell'attuale Caltrain risalgono al 1863, con l'attivazione del Peninsula Commute. A partire dal 1945 l'utenza iniziò a scendere drasticamente in seguito al massiccio utilizzo dell'automobile e nel 1977 l'operatore, la Southern Pacific, presentò un'istanza alla Public Utilities Commission per eliminare il servizio. Fu allora che il California Department of Transportation lo rilevò, rinominandolo Caltrain nel 1987. Fino al 2012 il servizio era gestito dall'Amtrak.

## Il servizio
Tra le stazioni di San Francisco e San Jose Diridon la frequenza durante i giorni feriali è generalmente oraria o minore durante le ore di punta. Tra le stazioni di San Jose e Gilroy il servizio è invece limitato a sole 3 corse giornaliere.